# Emiliano Camargo
Roberto Emiliano Camargo Rodríguez (ur. 15 czerwca 1917 w Bogocie, zm. 4 listopada 2007 w Montevideo) – kolumbijski szermierz. Członek kolumbijskiej drużyny olimpijskiej w 1948 oraz 1956 roku.